# Alfredo Palacio
Luis Alfredo Palacio González (Guaiaquil, 22 de janeiro de 1939 – Guaiaquil, 22 de maio de 2025) foi um médico cardiologista e político equatoriano. Foi presidente de seu país entre 20 de abril de 2005 e 15 de janeiro de 2007.
Eleito vice-presidente, ocupou este cargo de 15 de janeiro de 2003 até 20 de abril de 2005, quando o presidente Lucio Gutiérrez foi removido do poder pelo Congresso. Foi indicado então como presidente interino do Equador cargo que ocupou até 15 de janeiro de 2007, quando passou a faixa presidencial para seu sucessor, Rafael Correa, antigo aliado, assessor econômico e ministro de seu governo, mas que havia rompido com ele e passado para a oposição.

## Morte
Palacio morreu no dia 22 de maio de 2025, aos 86 anos, em Guaiaquil, Equador.